# InterCityExpress

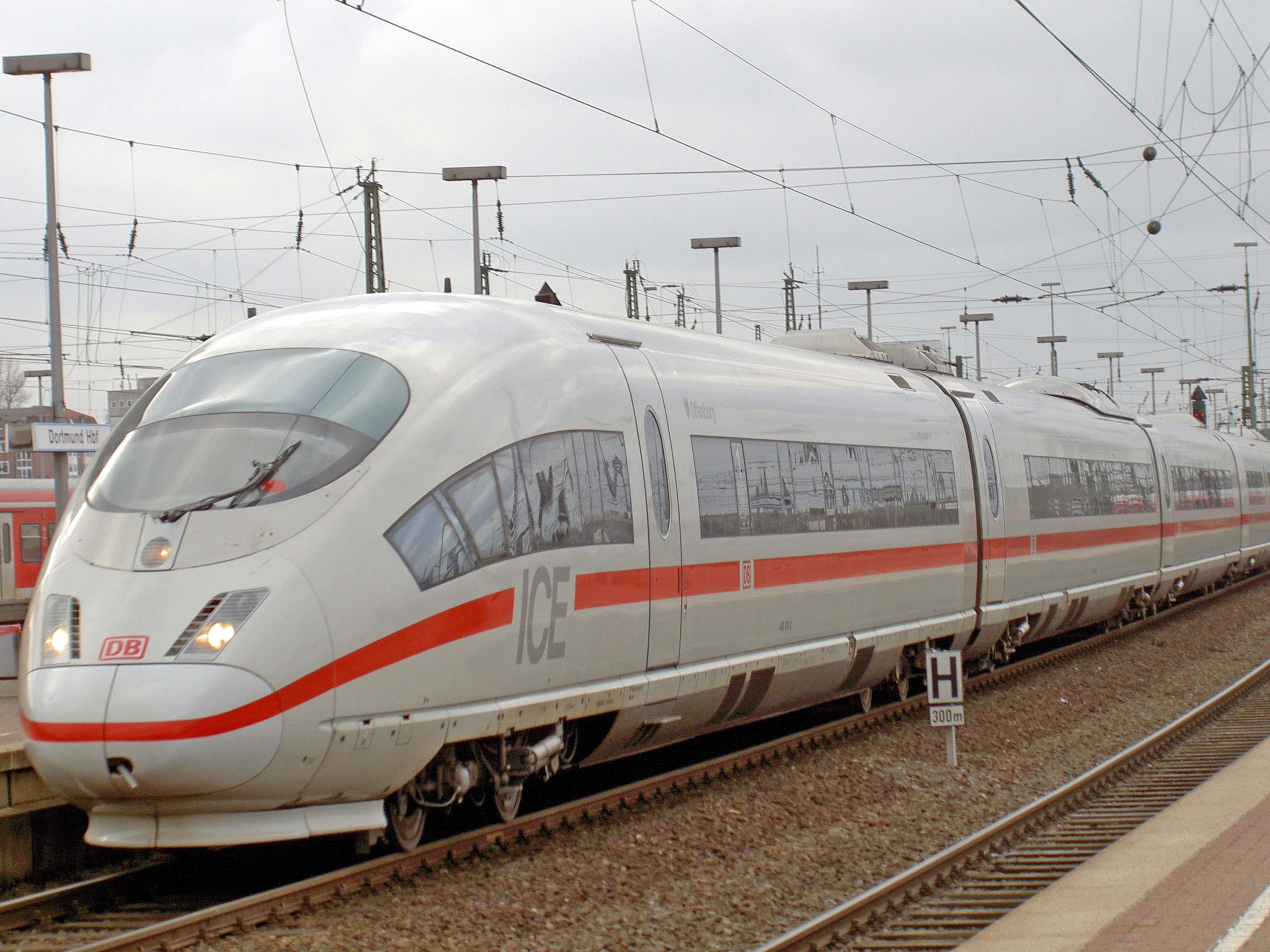
Un ICE 3

InterCityExpress, più noto con l'acronimo di ICE (pronuncia tedesca: /iːtseːˈeː/), è una categoria di servizio dei treni della DB, la principale società ferroviaria tedesca, attribuita a un sistema di treni ad alta velocità.
Il nome "ICE" identifica la flotta di convogli di qualità e velocità superiori che hanno sostituito numerosi convogli e mezzi entrati nella storia ferroviaria tedesca, fra cui la DB 103, ex ammiraglia delle locomotive elettriche tedesche.
Progettati all'inizio degli anni 1980, hanno conosciuto una notevole evoluzione con la realizzazione di varie serie (vedere oltre).
Oltre a prestare servizio lungo le linee ferroviarie tedesche i treni ICE effettuano collegamenti internazionali con paesi confinanti con la Germania. Esistono corse con treni ICE 1 e ICE 2 verso Zurigo, in Svizzera e verso Vienna, in Austria. Treni ICE 3 raggiungono Liegi e Bruxelles, in Belgio, Parigi, in Francia e Amsterdam, nei Paesi Bassi. Gli ICE-TD garantiscono il collegamento con la Danimarca.

## Il materiale rotabile
1. ICE-V: il prototipo costruito nel 1985 ha toccato la velocità di 406,9 km/h.
2. ICE 1 - BR 401: entrata in servizio regolare il 2 giugno 1991 sulla linea Amburgo–Hannover–Kassel–Francoforte sul Meno–Mannheim–Stoccarda–Monaco di Baviera, è costituita da due motrici alle estremità inquadranti 12 rimorchi; velocità massima di 280 km/h. Un esemplare è rimasto coinvolto nel tragico incidente di Eschede.
3. ICE 2 - BR 402: circolante dal 1997, è composta da una sola motrice di estremità e 7 rimorchi di cui quello di testa pilota, accoppiabile ad un altro convoglio analogo. Velocità 280 km/h.
4. ICE 3 - BR 403, 406 e 407: introdotta nel 2000, permette una velocità in servizio di 300 km/h. È il primo treno ICE a potenza distribuita (8). Il Gruppo 406 si distingue per la possibilità di viaggiare sotto quattro diversi sistemi di alimentazione elettrica. Il Gruppo 407 è denominato "New ICE 3" ed è abilitato al transito nel Tunnel della Manica (Eurotunnel) e commercialmente chiamato "Velaro D". È stato acquistato anche dalle ferrovie spagnole RENFE, dalle olandesi NS, dalle ferrovie turche e dalle russe RZD. Conosciuto anche come Siemens Velaro.
5. ICE-T - BR 411 e 415: treni automotori composti da 7 e 5 casse realizzati in più serie fra il 1999 e il 2005. Particolarità è l'assetto variabile mutuato dal Pendolino. Velocità 230 km/h.
6. ICE-TD - BR 605: consegnata nel 2001, trattasi di treni ad assetto variabile a trazione termica (Diesel) con velocità massima di 200 km/h.